# Ramon, Isabela
Ramon là một đô thị hạng 3 ở tỉnh Isabela, Philippines. Theo điều tra dân số năm 2007, đô thị này có dân số 45.258 người trong 8.376 hộ.

## Các đơn vị hành chính
Ramon được chia ra 19 barangay.
| - Ambatali - Bantug - Bugallon Norte - Burgos - Nagbacalan - Oscariz - Pabil - Pagrang-ayan - Planas - Purok ni Bulan | - Raniag - San Antonio - San Miguel - San Sebastian - Villa Beltran - Villa Carmen - Villa Marcos - General Aguinaldo - Bugallon Proper |